# Cantone di Reyrieux
Il Cantone di Reyrieux era un cantone francese dell'arrondissement di Bourg-en-Bresse con capoluogo Reyrieux. È stato creato nel 1984 per scorporo di alcuni comuni dal Cantone di Trévoux.
A seguito della riforma approvata con decreto del 13 febbraio 2014, che ha avuto attuazione dopo le elezioni dipartimentali del 2015, è stato soppresso.

## Composizione
Comprendeva 13 comuni:
- Ars-sur-Formans
- Civrieux
- Massieux
- Mionnay
- Misérieux
- Parcieux
- Rancé
- Reyrieux
- Saint-André-de-Corcy
- Saint-Jean-de-Thurigneux
- Sainte-Euphémie
- Toussieux
- Tramoyes